# Белененсеш
„Клубе де Футебол Ош Белененсеш“ (на португалски Clube de Futebol Os Belenenses, на португалски се произнася по-близко до Билиненсиш, кратка форма Белененсеш) е един от водещите португалски спортни клубове. Създаден е на 23 септември 1919 г. в Санта Мария ди Белен в португалската столица Лисабон. От там носи и името си (в превод означава „Тези, които са от Белем“).
Основните дейности на клуба са футбол, хандбал, баскетбол, футзал, лека атлетика и ръгби. Клубът е спечелил големи национални първенства във всички тези спортове, но остава най-известен с отборът си по футбол. Печелили са Португалска лига веднъж през Сезон 1945 – 46, и заедно с Боавища са единствените отбори сторили това извън „Големите Три“: (ФК Порто, Спортинг Лисабон и Бенфика).
Един от най-редовните участници в елитната Португалска лига, в която се състезава в 69 от всичките 73 сезона на съществуване.
Клубът записва 11 участия в европейските клубни турнири. В турнира за Купата на УЕФА през сезон 1987 – 88 срещат испанския гранд ФК Барселона. В първия мач губят гостуването с 2:0. Печелят реванша на „Ещадио до Ростело“ в Лисабон с минималното 1:0 и отпадат от турнира. Единственото попадение за отбора отбелязва Стойчо Младенов, който по онова време носи екипа на клуба. През следващия сезон отстраняват Байер Леверкузен след 2 победи по 1:0. Всички останали участия на отбара в евротурнирите са повече от скромни.

## Успехи
- Лига Сагреш
  -  Шампион (1): 1946
  -  Вицешампион (3): 1937, 1955, 1973
- Купа на Португалия:
  -  Носител (6): 1926/27*, 1928/29*, 1932/33*, 1941/42, 1959/60, 1988/89
  -  Финалист (7): 1925/26*, 1931/32*, 1939/40, 1940/41, 1947/48, 1985/86, 2006/07
- Суперкупа на Португалия:
  -  Носител (1): 1989
- Шампионат на Лисабон
  -  Шампион (6): 1925/26, 1928/29, 1929/30, 1931/32, 1943/44, 1945/46
- Купа на Лисабон:
  -  Носител (6): 1959/60, 1960/61, 1969/70, 1975/76, 1989/90, 1993/94
  -  Финалист (6): 1964/65, 1970/71, 1971/72, 1979/80, 1983/84, 1985/86
- Държавно първенство в Португалия (1921-1938):
  -  Шампион (3): 1927, 1929, 1933
- Лига де Онра:
  -  Шампион (2): 1983/84, 2012/13
  -  Вицешампион (2): 1991/92, 1998 – 99

Международни:
- Купа Интертото
  -  Носител (1): 1975

Други
- Трофей на град Сантандер (Испания)
  - Победител (1): 1975
- Трофей на град Кордова (Испания)
  - Победител (1): 1975
- Трофей на град Овиедо (Испания)
  - Победител (1): 1976
- Трофей на град Марбея (Испания)
  - Победител (1): 1984
- Международен трофей на град Порту (Португалия)
  - Победител (1): 2002
- Трофей на град Саламанка (Испания)
  - Победител (1): 2002
- Трофей на Гвидиана (Португалия)
  - Победител (1): 2003
- Трофей на Касабланка (Мароко)
  - Победител (1): 2007
- Трофей Лос Карменес (Испания)
  - Победител (1): 2013

## Известни бивши футболисти
- Фернандо Шалана
- Пауло Мадейра
- Емерсон
- Хосе Гарсес
- Родолфо Лима

## Български футболисти
- Ваньо Костов: 1982/85 - (22 мача - 3 гола)
- Стойчо Младенов: 1986/89 - (90 мача - 31 гола)
- Борислав Михайлов: 1989/91 - (29 мача - 0 гола)
- Аян Садъков: 1989/91 - (48 мача - 9 гола)
- Недялко Младенов: 1990/91 - (22 мача - 9 гола)
- Диян Петков: 1997 (есен) - (16 мача - 4 гола)

## Бивши треньори
- Христо Младенов
- Еленио Ерера